# Tallaght
Tallaght (forma anglicizzata) o Tamhlacht (in irlandese) è una città della Repubblica d'Irlanda, situata nella parte orientale della nazione.
È il capoluogo della contea South Dublin, nella provincia del Leinster; si trova a soli 13 km sud-ovest di Dublino.